# اورلیو فیرو
اورلیو فیرو (به انگلیسی: Aurelio Fierro) (زاده ۱۳ سپتامبر ۱۹۲۳ – درگذشته ۱۱ مارس ۲۰۰۵) بازیگر و خواننده ایتالیایی بود.
از فیلم‌های معروف او می‌توان به بازی در لازارلا ، رها اشاره کرد.